# Pleine Lune (téléfilm)
Pour les articles homonymes, voir Pleine lune (homonymie).
Pour plus de détails, voir Fiche technique et Distribution.
Pleine Lune est un téléfilm français de Jean-Pierre Richard diffusé en 1982.

## Fiche technique
- Titre français : Pleine Lune
- Réalisation : Jean-Pierre Richard
- Scénario : Jean-Pierre Richard
- Photographie : Martial Thury
- Musique : Maurice Lecœur
- Pays d'origine :  France
- Langue : français
- Format : Couleur - 35 mm - 4/3 - son mono
- Genre : Fantastique
- Date de première diffusion : 29 septembre 1982

## Distribution
- Laurent Malet : Martin Peyrol
- Thérèse Liotard : Évelyne
- Jacques Duby : le faux voisin
- Fred Personne : le commissaire Calorne
- Françoise Morhange : la fausse voisine
- Gérard Darier : Le Barbadet
- Marc Lamole
- Alain Libolt
- Catriona MacColl